# Зеро 2
Зеро 2 (лит. Zero 2) — литовская криминальная комедия, вышедшая на экраны в 2010 году, сиквел фильма «Зеро. Сиреневая Литва». Снята киностудией Kino Kultas.

## Сюжет
Полицейский Сильвестр (Кестутис Якштас) и криминальный авторитет Макс (Рамунас Рудокас) получают задание от руководителя спецслужб: в течение суток найти пропавшего курьера с наркотиками, которого пытались встретить оперативники и которые были убиты. Сильвестр и Макс принимаются за работу, но не всё так просто. Сильвестр слишком верен своим принципам и не вступает в сомнительные связи, а Макс фактически выставлен за дверь своей квартиры из-за ссоры с женой. Обоих ждут съёмки мыльной оперы, ругань по поводу пластической операции и семейных ценностей, а также борьба с наркоторговцами.

## В ролях
- Рамунас Рудокас — Макс
- Кестутис Якштас — Сильвестр
- Жемина Ашмонтайте — Каролина
- Аушра Штуките — Моника
- Витаутас Шапранаускас — Кеша
- Миндаугас Папинигис — Вовка
- Донатас Иванаускас — Донце
- Андрюс Жюраускас — Саша
- Инга Янкаускайте — Лика
- Андрюс Паулавичюс — Зенька
- Андрюс Бялобжескис — актёр
- Соната Висоцкайте — Вита
- Ауримас Мелесюс — муж Виты
- Бронюс Киндурис — Бронюс
- Донатас Шимукаускас — полицейский

## Критика
Сайт Internet Movie Database выставил фильму оценку 7,9 из 10. Критики часто сравнивают его с «Криминальным чтивом» Квентина Тарантино и даже считают, что Веливис сумел снять «бюджетную версию» фильма и успешно её адаптировать под литовские реалии.

## Интересные факты
- Как и в предыдущем фильме, диалоги на литовском языке сопровождаются обильным количеством русского мата.
- Фильм выходил с субтитрами на русском языке, а также дублировался на русский язык (одноголосый перевод без ненормативной лексики).
- Некоторые из героев ранее появлялись в фильме «Зеро. Сиреневая Литва» и были убиты по ходу развития сюжета. Парадокс заключается в том, что в начале второго фильма они появляются целыми и невредимыми.